# Hans-Ulrich Stelter
Hans-Ulrich Stelter (* 5. Dezember 1945 in Mainz-Mombach) ist ein deutscher Fernseh-Journalist.

## Leben und Wirken

### Beruflicher Werdegang
Stelter legte 1965 sein Abitur am Mainzer Schlossgymnasium ab und studierte nach dem Wehrdienst Germanistik, Geschichte und Politik.
Seine Laufbahn als Hörfunk- und Fernseh-Journalist begann er 1968 beim Südwestfunk Mainz (SWF) und wechselte 1972 ins SWF-Regionalstudio Koblenz für Hörfunk und Fernsehen, das er bis 1974 leitete. Anschließend war er in der bi-medialen Nachrichtenredaktion des SWF tätig, von 1977 bis 1981 als deren Leiter. Danach übernahm er bis 1993 die Leitung der Kulturabteilung/Fernsehen des SWF in Rheinland-Pfalz. Von 1993 bis 1995 wirkte er als ARD-Koordinator bei 3sat und danach als Fernsehkorrespondent in Bonn. Ab 1998 war Stelter Sonderkorrespondent/Fernsehen des SWR, bis er Ende des Jahres 2010 in den Ruhestand ging. Seitdem arbeitet er als freier Journalist. Seine Tätigkeit als Moderator beim Sender Phoenix beendete er im Juli 2017.

### Engagement und Mitgliedschaften
Stelter ist Vorsitzender des Fördervereins Kulturzentrum Festung Ehrenbreitstein und Landesmuseum Koblenz e.V. und Vorstandsmitglied des Förderkreises Burg Namedy. Er engagiert sich seit 1987 im Rotary-Club Koblenz-Ehrenbreitstein, war zeitweise dessen Präsident und hat zahlreiche weitere Funktionen bei Rotary inne, insbesondere in der Öffentlichkeitsarbeit und als Mitherausgeber der Zeitschrift Rotary Magazin. Von 2006 bis 2007 war er Governor des Rotary-Distriktes 1810. Außerdem war er für Rotary International tätig und zuständig für die Bildungsprogramme in Deutschland.

### Privates
Stelter ist mit der Journalistin Barbara Harnischfeger verheiratet.